# Järvitalonjärvi
Järvitalonjärvi är en sjö i Finland. Den ligger i kommunen Siikalatva i landskapet Norra Österbotten, i den centrala delen av landet, 500 km norr om huvudstaden Helsingfors. Järvitalonjärvi ligger 86,1 meter över havet. Arean är 1,35 kvadratkilometer och strandlinjen är 6,45 kilometer lång. Sjön  ingår i Siikajokis huvudavrinningsområde.   I omgivningarna runt Järvitalonjärvi växer i huvudsak blandskog.